# Bellizzi
Bellizzi là một đô thị (comune) thuộc tỉnh Salerno trong vùng Campania của Ý. Bellizzi có diện tích 7 km2, dân số là 13.131 người (thời điểm ngày 1 tháng 5 năm 2009).